# Maman Colonelle
Pour plus de détails, voir Fiche technique et Distribution.
Maman Colonelle est un film documentaire réalisé en 2017 en République démocratique du Congo, par Dieudonné Hamadi, primé aux festivals Cinéma du réel et Filmer le travail de Poitiers.

## Synopsis
Lorsque Dieudonné Hamadi arrive à  Bukavu pour tourner son documentaire sur Maman Honorine, celle-ci apprend qu'elle est mutée à Kisangani.
Maman Honorine est colonelle dans la police congolaise. Elle est chargée de la protection des enfants et de la lutte contre les violences sexuelles. À Kisangani, elle se trouve confrontée à des femmes victimes de violences sexuelles pendant la guerre des six jours (5 au 10 juin 2000). Cette guerre a vu s'affronter l'armée rwandaise et l'armée ougandaise. La vie s'est arrêtée pour ces femmes, elles ont perdu mari, enfants, et tout ce qu'elles possédaient. 15 ans après elles n'ont toujours pas retrouvé leur vie et vivent dans une grande précarité. La colonelle Honorine déploie toute son énergie pour aider ces femmes et venir en aide aux enfants accusés de sorcellerie et maltraités.
Ce film est le premier film africain récompensé au festival Cinéma du Réel depuis sa création en 1979.

## Fiche technique
- Réalisation : Dieudonné Hamadi
- Production : Cinédoc films, Mutotu Productions
- Image : Dieudonné Hamadi
- Montage : Dieudonné Hamadi
- Son : Dieudonné Hamadi

## Récompenses
- Grand prix du Cinéma du Réel, 2017, Paris
- Prix spécial du public au festival Filmer le travail, 2018, Poitiers